# Monte Calvario (Gorizia)
Il monte Calvario (Podgora o Kalvarija in sloveno) (241 m s.l.m.) è una collina ad ovest di Gorizia, sulla sponda destra del fiume Isonzo. Tra il giugno 1915 e l'agosto 1916, durante la Prima guerra mondiale, fu teatro di violentissimi scontri tra l'esercito italiano e quello austro-ungarico. 
Dal monte si dominano l'Isonzo e la piana di Gorizia, e si possono vedere chiaramente il Collio, il Monte Santo, il monte San Gabriele nonché il monte San Michele, più a mezzogiorno. Sia la cima sia la zona detta delle "Tre Croci" ospitano dei monumenti a ricordo delle battaglie dell'Isonzo.

## Etimologia
Prima del primo conflitto mondiale la collina, compresa la cima a quota 241, era nota (e lo fu anche durante la guerra) come Podgora, dal nome dell'omonimo villaggio, attualmente chiamato Piedimonte del Calvario (Podgora in sloveno, significa "sotto il monte"), mentre il suo declivio meridionale che scende sul paese di Lucinico e la quota 184 (188 in) era detto Calvario per la presenza di tre croci rappresentanti la crocifissione di Gesù.

## Storia

### 1915
Dopo l'ingresso dell'Italia nella Prima guerra mondiale il 24 maggio 1915, il Calvario divenne insieme al Sabotino e al monte San Michele, uno dei tre baluardi della testa di ponte austro-ungarica a difesa della città di Gorizia. La collina, seppur di altura modesta, venne fortificata con trincee e nidi di mitragliatrice. Le pendici vennero disboscate, al fine di non offrire alcun riparo agli attaccanti, e costellate di reticolati e filo spinato. Un'ulteriore protezione veniva fornita dalle artiglierie austroungariche posizionate sulle vette retrostanti come il Sabotino ed il monte Santo.
La conquista del Podgora fu affidata al VI Corpo d'armata comandato dal generale Luigi Capello. Il 9 giugno, dopo un intenso, quanto infruttuoso, bombardamento d'artiglieria, il 1º ed il 2º Reggimento fanteria "Re" attaccarono senza successo le linee nemiche a quota 240. Il giorno seguente l'azione fu nuovamente tentata, anche in questo caso senza esito, dai soldati del 35º Reggimento fanteria "Pistoia". Il 24 dello stesso mese, nell'ambito della prima battaglia dell'Isonzo, il Calvario fu attaccato dalla Brigata Casale (11º Reggimento fanteria - 12º Reggimento fanteria) che nonostante le gravi perdite subite, non riuscì a superare i reticolati. Il 5 luglio le difese austro-ungariche, nonostante un lungo bombardamento operato dall'artiglieria italiana, riuscirono a respingere efficacemente un assalto degli uomini della Brigata "Re" supportati da elementi della Regia Guardia di Finanza. Il 19 dello stesso mese le linee austriache furono pesantemente colpite dai cannoni italiani. Seguì poi un violento attacco operato da volontari del 35º, dai finanzieri e da due battaglioni di Reali Carabinieri. L'azione di sfondamento riuscì in alcuni punti, tuttavia un efficace contrattacco austro-ungarico respinse gli italiani sulle posizioni di partenza.
Dopo mesi di relativa tranquillità, il 18 ottobre 1915 fu scatenata lungo il fronte isontino una grande offensiva italiana che aveva tra i suoi obbiettivi primari la conquista del Podgora. Dopo un iniziale bombardamento d'artiglieria le Brigate "Pistoia" e "Casale" vennero lanciate all'assalto delle trincee austro-ungariche della collina. Tra il 18 ed il 31 ottobre 1915 gli uomini della "Casale", a costo di perdite gravissime, riuscirono a conquistare in successione tre linee nemiche. Nonostante le condizioni climatiche estreme, i fanti italiani riuscirono a mantenere le posizioni conquistate a scapito dei duri contrattacchi nemici. Dopo lo scoppio della quarta battaglia dell'Isonzo l'11 novembre 1915 gli uomini della "Casale" espugnarono la quarta linea austro-ungarica, dilagarono oltre Vallone dell'Acqua, superarono anche la quinta e la sesta linea difensiva sino ad impossessarsi di quota 184, la vetta del Calvario. Nonostante l'avanzata italiana, la cima del Podgora ovvero quota 240, rimase saldamente in mano nemica. Nelle settimane successive nel settore del Calvario non si registrarono attacchi degni di nota se non qualche azione estemporanea volta a conquistare qualche piccolo vantaggio.
Il 22 dicembre 1915, durante un assalto improvviso, gli uomini della Brigata "Pavia" conquistarono una trincea nemica nei pressi delle tre croci. La sera stessa tuttavia un bombardamento dell'artiglieria austro-ungarica li costrinse a rientrare nelle posizioni di partenza.

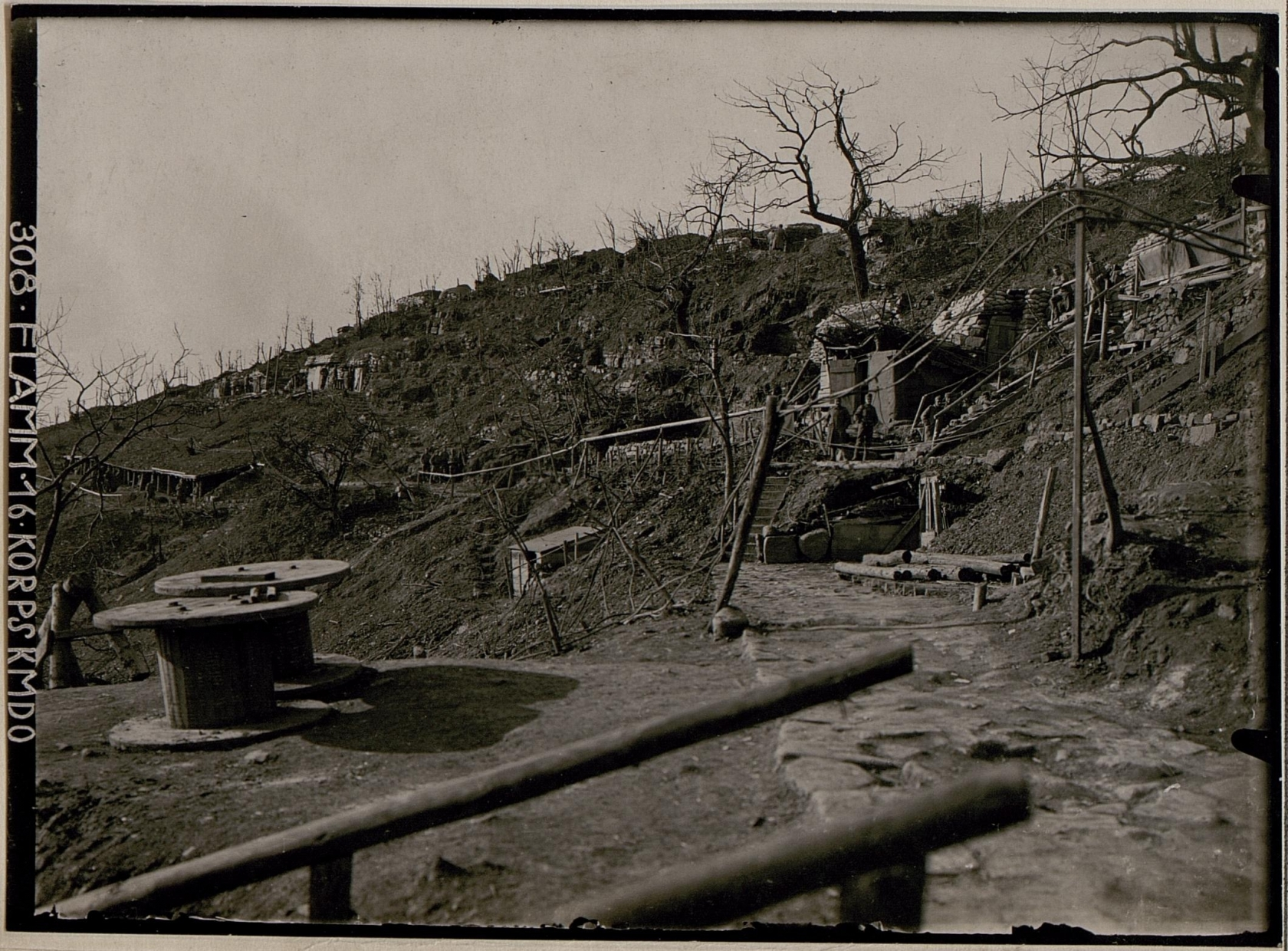
Postazioni austro-ungariche nel settore "Podgora-sud"
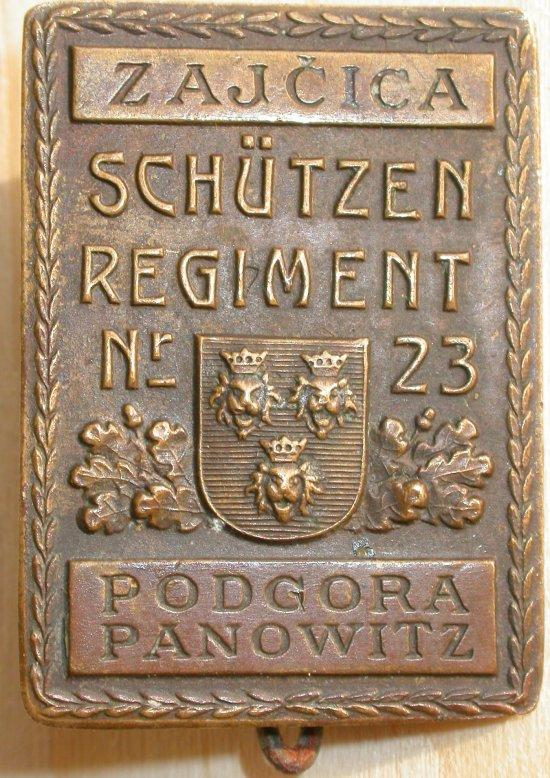
Kappenabzeichen del k.k. Schützen-Regiment Nr. 23
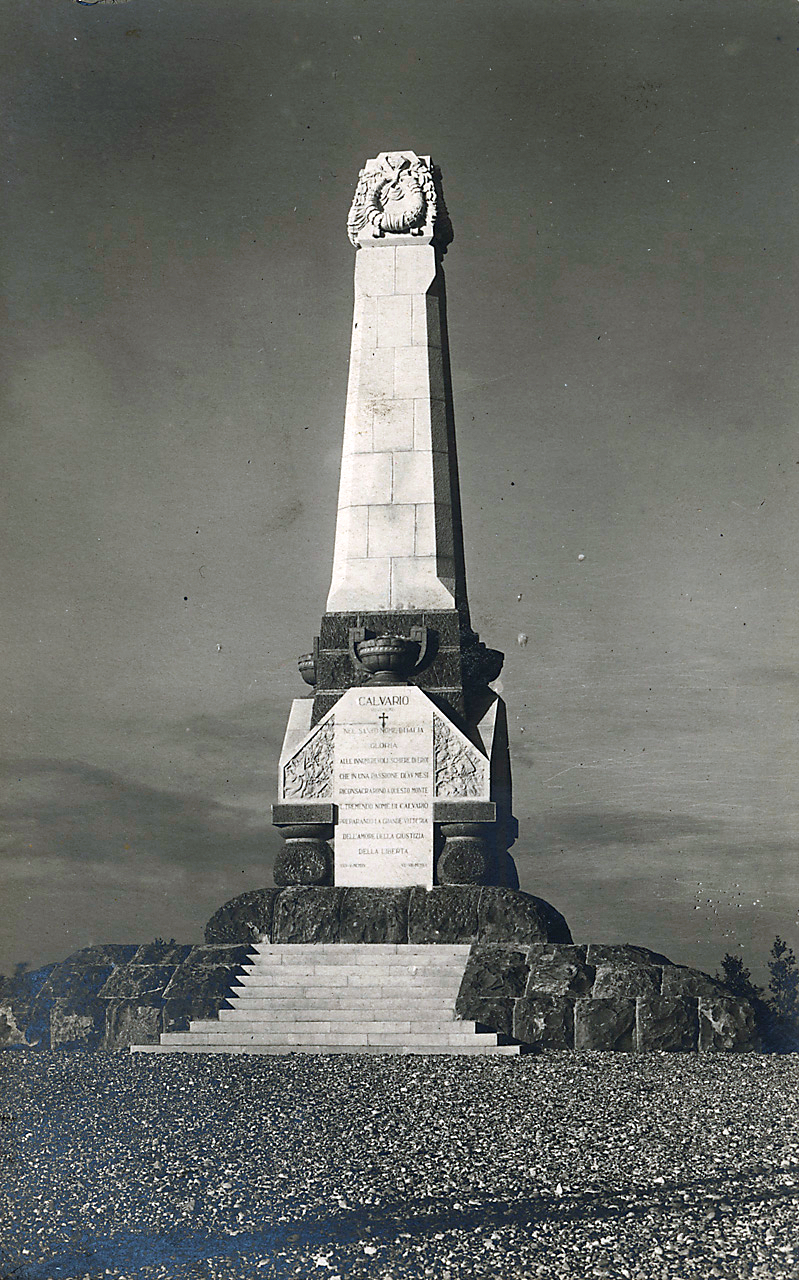
Obelisco eretto sul monte Calvario in ricordo dei caduti della battaglia del Podgora
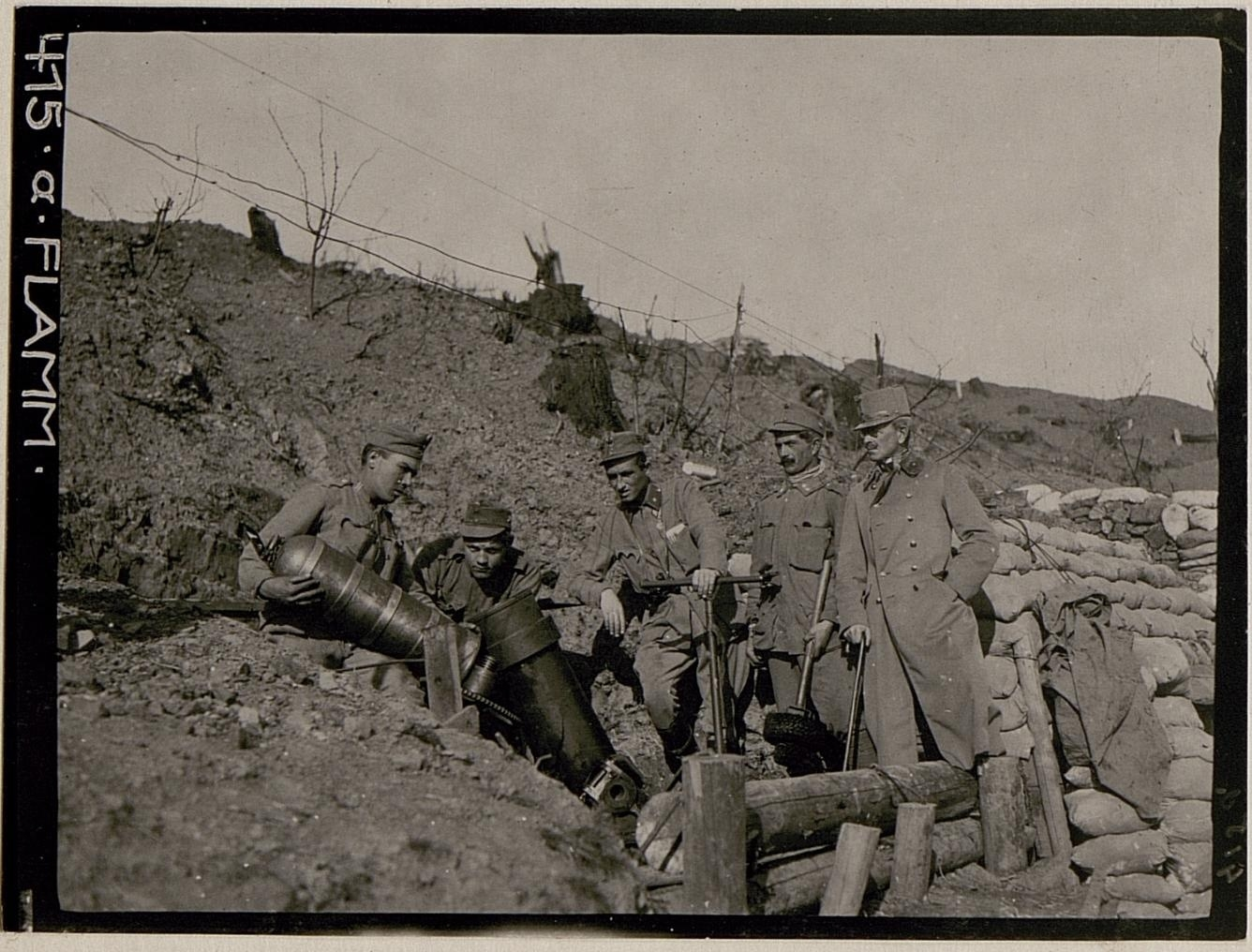
Maggior Generale Maximilian von Nöhring in visita del settore "Podgora-sud" davanti ad una postazione di un lanciamine 22,5 cm

### 1916
Tra il 6 ed 7 agosto 1916, durante le prime fasi della sesta battaglia dell'Isonzo, la 58ª divisione austro-ungarica, che presidiava la vetta del Podgora, fu travolta dall'avanzata delle brigate Pavia, Cuneo e Casale che dilagarono verso Oslavia e l'Isonzo. La sera del 7 agosto gli austro-ungarici tentarono un ultimo contrattacco che fu però respinto con gravi perdite. A mezzogiorno dell'8 agosto le ultime truppe imperiali sul Podgora si arresero agli italiani che il giorno seguente entrarono a Gorizia.

## Monumenti
Su quota 240 fu inaugurato nell'agosto 1920 un obelisco realizzato in pietra arenaria, opera dell'architetto Riccardo De Grada, in ricordo dei soldati caduti nei quattordici mesi di scontri sul Podgora. Attorno a questo monumento si stagliano quattro cippi dedicati rispettivamente alle brigate Casale, Pavia, dei Volontari Trentini e dei due battaglioni di Carabinieri morti nell'assalto del luglio 1915. A breve distanza sorge un quinto cippo dedicato ai volontari irredenti giuliani morti sul Podgora.
Su quota 184 sorgono invece le Tre Croci che rappresentano il Golgota.